# Écouen
Écouen é uma comuna do Val-d'Oise, na Ilha de França, de cerca de 7 400 habitantes, localizada a cerca de 19 quilômetros a norte de Paris e a 15 km do Aeroporto de Roissy-Charles-de-Gaulle. A cidade tem um patrimônio muito rico o que o torna um ponto turístico importante, como o Castelo de Écouen, que abriga o museu nacional do Renascimento. Desde 2009 é membro da Comunidade de Aglomeração Roissy Porte de France (comunidade de comunas antes de 2013).
Seus habitantes são chamados de Écouennais.

## Toponímia
Iticiascoa em 637, Esconium, Escouaeum, Escuem. 

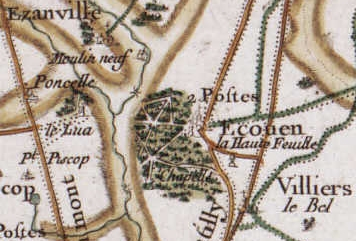
Écouen de 1780 (mapa de Cassini).

O nome da comuna vem do antropônimo gaulês Scotus e da palavra gaulesa magos, mercado.

## História

### Origem
A colina de Écouen é um montículo testemunha dominando a plaine de France. Colocado entre o sinclinal de Saint-Denis e o anticlinal do Pays de Bray, ela se estende ao sudeste do vale de Montmorency, da qual é separada pelo vale do Petit Rosne.
Em 632 : "O bom rei Dagoberto fez presente desta terra e senhorio de Écouen para a basílica de Saint-Denis. Esta vila é chamada : Iticiniscoam. Ele reuniu as atuais comunas de Écouen e Ézanville. Iticin é traduzido em latim por "cidade", que deu Ézanville. Iticiniscoam é contraída em Iscoam que resultou, ao longo do tempo, Écouen.". A ata de doação do rei para a abadia é preservada em Saint-Denis. Depois destes arquivos, não houve nenhum registro escrito de Écouen por um longo período.
Parece que uma parte do território de Écouen pertenceu aos templários como podemos encontrar nos traços de uma troca em 1269 entre a ordem e a Casa de Montmorency : enquanto Mathieu III de Montmorency vendeu para os templários 62 hectares de terra nas proximidades de Bondy e eles deram em troca 20 hectares localizados em Écouen.

### Séculos XVI e XVII: os Montmorency

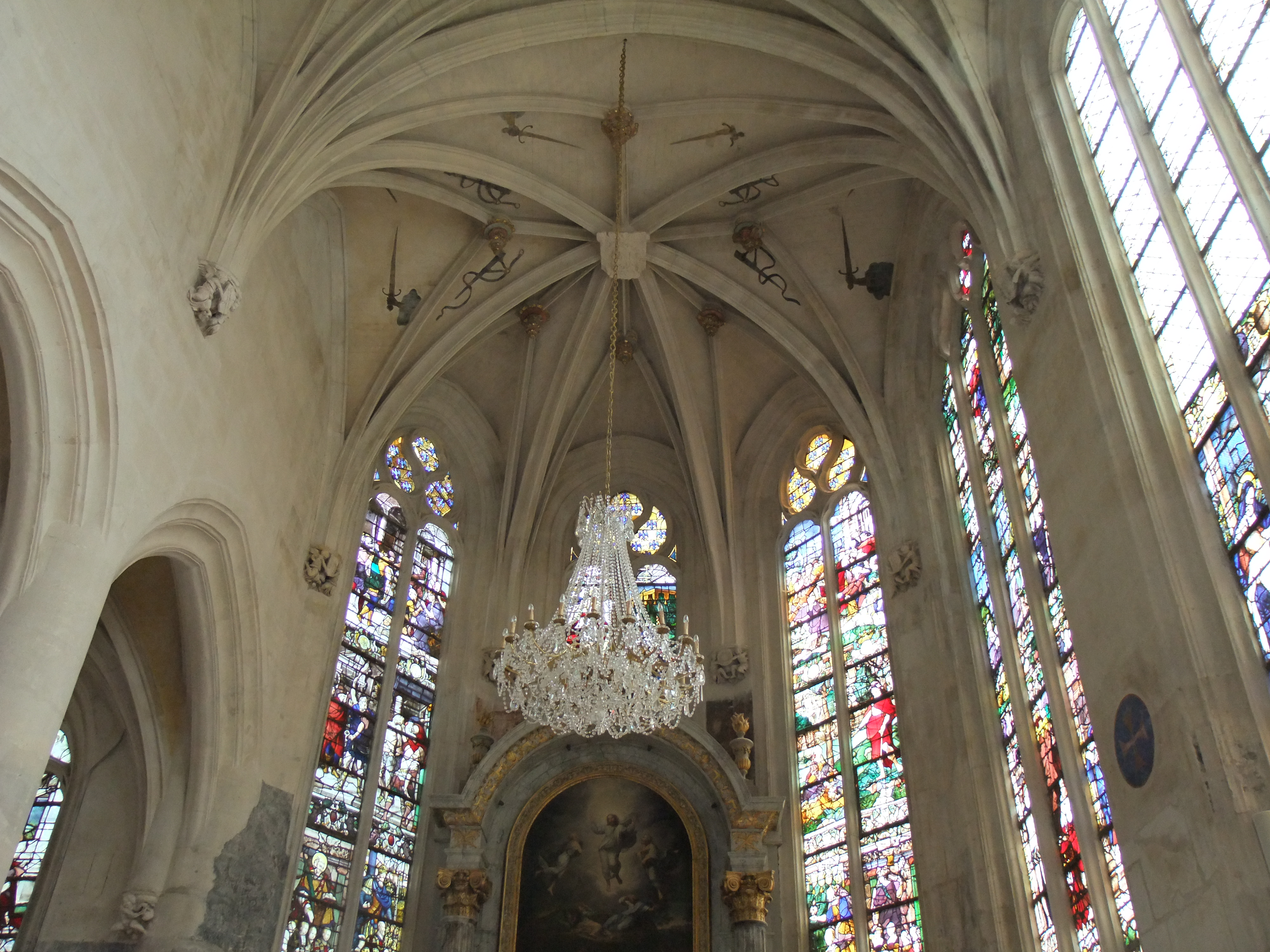
Vitrais da igreja Saint-Acceul de Écouen.

Écouen é o berço da famosa família de Montmorency, o resultado de Bouchard de Montmorency, que era suposto para ter uma masmorra. Desde o século XII, há menção de um castelo pertencente aos Montmorency em Écouen, mas não nos foi deixada descrição deste edifício hoje desaparecido.
Os barões de Montmorency ter a quase-totalidade da Plaine de France no século XVI, onde Écouen faz parte. É uma das mais poderosas famílias da nobreza do Reino, cujos diferentes membros são muito próximos dos reis da França em sucessão. Anne de Montmorency (que é um homem, o afilhado de Ana da Bretanha que lhe deu o nome), condestável de França, metamorfoseou no início do século XVI o castelo em residência monumental marcado pela arquitetura e a arte do Renascimento. A partir desse momento, a história da vila está intimamente ligada ao destino de Montmorency e de seu imenso castelo construído no cume da colina. Para construí-la, Anne de Montmorency, que se tornou o homem mais poderoso do Reino, depois do próprio rei, chamado os maiores artistas (pintores, arquitetos, escultores...). O castelo de Écouen se tornou uma das joias da arquitetura Renascentista. Ele foi visitado em 1527 por Francisco Ier, depois em 1547, por Henrique II, que, em 1559, ordenou o cruel édito de Écouen condenando à morte os luteranos. Écouen mesmo tornou-se o local de repouso preferido de Henrique II. Com a morte do último, o Reino escurece nas guerras de religiões, durante os quais Anne de Montmorency foi morto. Suas posses foram para seus descendentes, mas também a família se extingue um pouco mais tarde.
A igreja de Saint-Acceul também remonta ao século XVI, é alta, assim como vários outros edifícios (os estábulos do castelo, a granja do dízimo...), logo abaixo do castelo, que é hoje o centro da cidade de Écouen. Seus vitrais foram preservados de todas as guerras, e são por esta razão bem conhecidos. É a única igreja na França a levar esse nome.
Em 1632, o ramo mais velho de Montmorency desliga-se. A área de Écouen é confiada a duquesa Charlotte de Angoulême. A sua descendência será de mão para transformar o castelo da família de Conde, que manteve quase intacto o patrimônio monumental.

### Século XVIII: os Condé
Os Condé fizeram destruir uma asa do castelo, substituída por uma construção baixa. Sua intenção teria sido clarear a vista da Plaine de França do castelo. Esta imponente ala foi parcialmente recuperada durante as escavações abaixo, na cidade de Écouen. As peças estão em exposição no castelo.
De um modo geral os Condé ficaram pouco no castelo, e, portanto, têm pouca influência no desenvolvimento da cidade.
A igreja Saint-Acceul de Écouen foi ampliada em 1737.
Na Revolução francesa, o castelo é confiscado. O próprio edifício sofreu poucos danos, mas a maior parte dos móveis foi levada. Em 1793, a primeira experiência de telegrafia óptica é realizada em parte em Écouen.

### Século XIX: A colônia de pintores

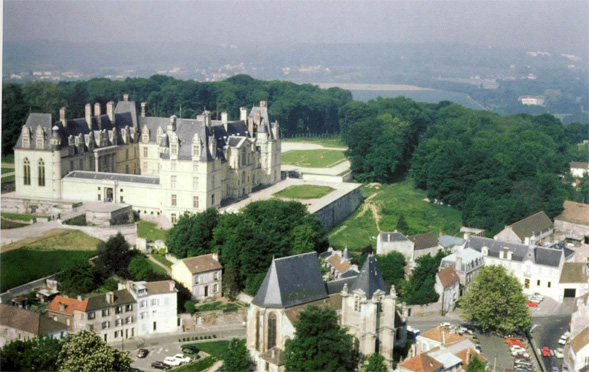
O castelo com vista para o centro da cidade velha de Écouen.

Em 1805, Napoleão I criou a primeira casa de ensino para as filhas dos legionários (da Legião de honra) , no castelo de Écouen, que permaneceu até 1962. Ele visitou Écouen em 1809. O castelo abriga e as meninas personalidades foram vistos decorados.
Uma ordenança real em 1814, na Restauração, suprime temporariamente a casa de Écouen, que está reunida com a de Saint-Denis, e o castelo foi prestado o príncipe de Condé que só o ocupa pouco.
Em 1852, Napoleão III fundou novamente o castelo de Écouen, uma casa de educação para as filhas de oficiais decorados, até o posto de capitão. A Fonte Hortense é construída neste momento no parque do Castelo. Dez anos mais tarde, o castelo de Montmorency é classificado como um Monumento histórico.
No fim do século XIX, Écouen recebeu também uma colônia de pintores e artistas vieram de toda a Europa, Luigi Chialiva (Ítalo-suíço), David Ossipovitch Widhopff (Russo), mas especialmente dos Estados Unidos (Mary Cassatt, Carle Blenner, Cornelia Conant, Maria Guise Newcomb, Gaylord Truesdell...) e da Inglaterra (Frederic Henwood, James Wingfield, etc.). Estes últimos têm sido incentivados pela crítica de John Ruskin que apreciava a arte dos pintores desta escola. Suas pinturas foram vendidas, na época, muito caras nos mercados de arte americana. Isso vai ter uma influência significativa sobre a cidade. Os pintores construíram casas maiores, com grandes janelas do chão ao teto para sua oficina. A maior parte se encontram ainda em estado, e algumas ruas da cidade portam o nome desses pintores.
Após a derrota de 1871, a construção de uma série de fortificações foi iniciada, cercando todo a capital para melhorar sua defesa. É neste momento que o forte de Écouen é construído. Não deve ser confundido com o castelo. O forte é uma construção poligonal de defesa, na floresta, projetado para abrigar mais de 300 homens e 22 de peças de artilharia em caso de guerra. Uma parte do forte de Écouen desapareceu, mas ainda subsistem muitos vestígios.

### Do século XX aos nossos dias
As duas guerras mundiais fizeram estragos na cidade, mas os principais monumentos permanecem intactos. Os vitrais da igreja foram protegidos pelos habitantes. Em 1940 a rendição de Paris é assinada em Écouen.
Em 1962, a casa da educação deixa o castelo que é então cedido para o ministério de Assuntos culturais. André Malraux decidiu instalar o Museu nacional do Renascimento, para expor as coleções francesas desta época. Depois de um extenso trabalho, o museu abriu as suas portas em 1977, abrindo o caminho para o turismo. Ele é atualmente o único museu na França inteiramente consagrado a este período rico em suntuosas obras de arte. O Museu de Écouen apresenta então uma coleção notável, visitado por pesquisadores, historiadores e entusiastas de todo o mundo.

## Patrimônio

### Monumentos históricos

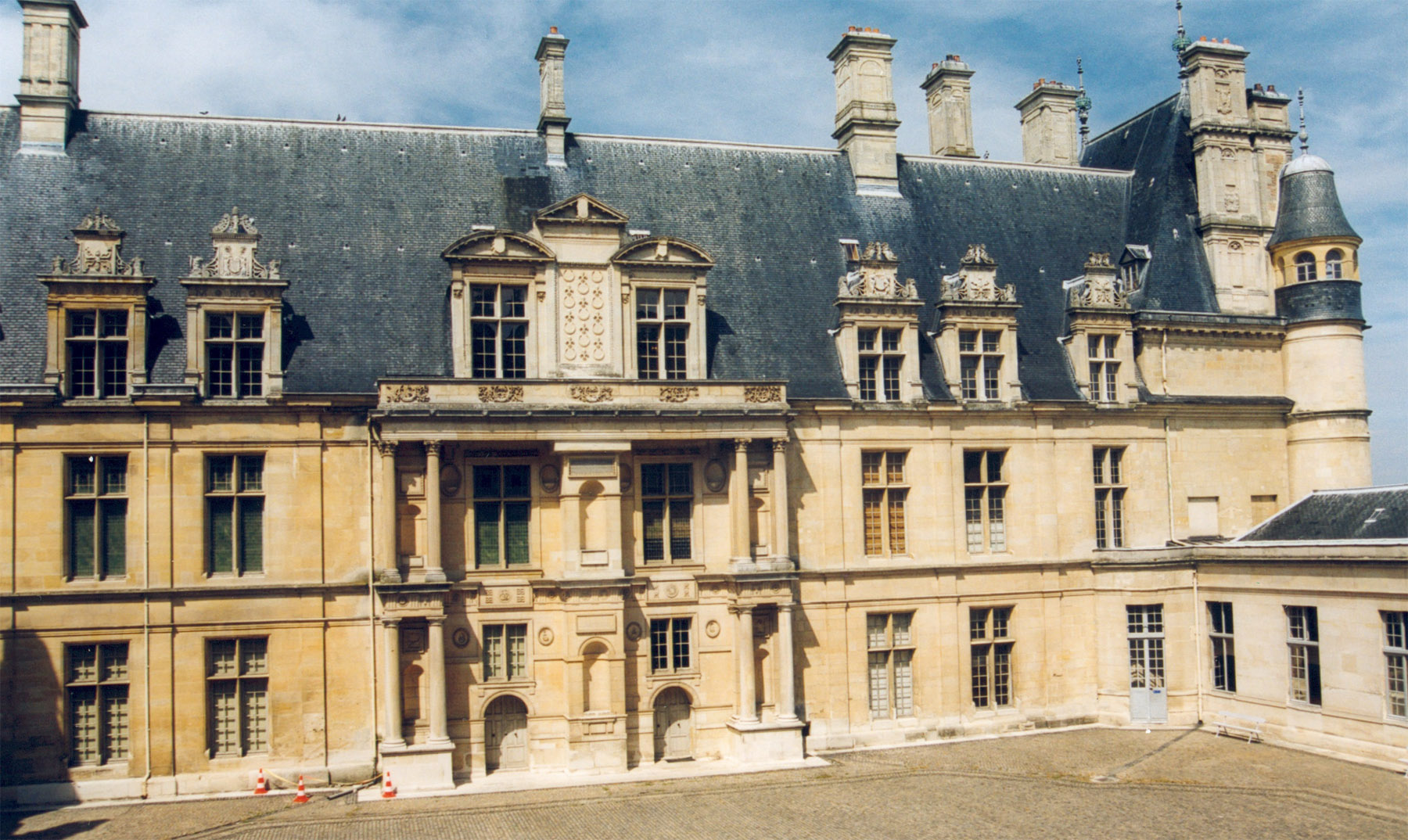
O castelo de Écouen.
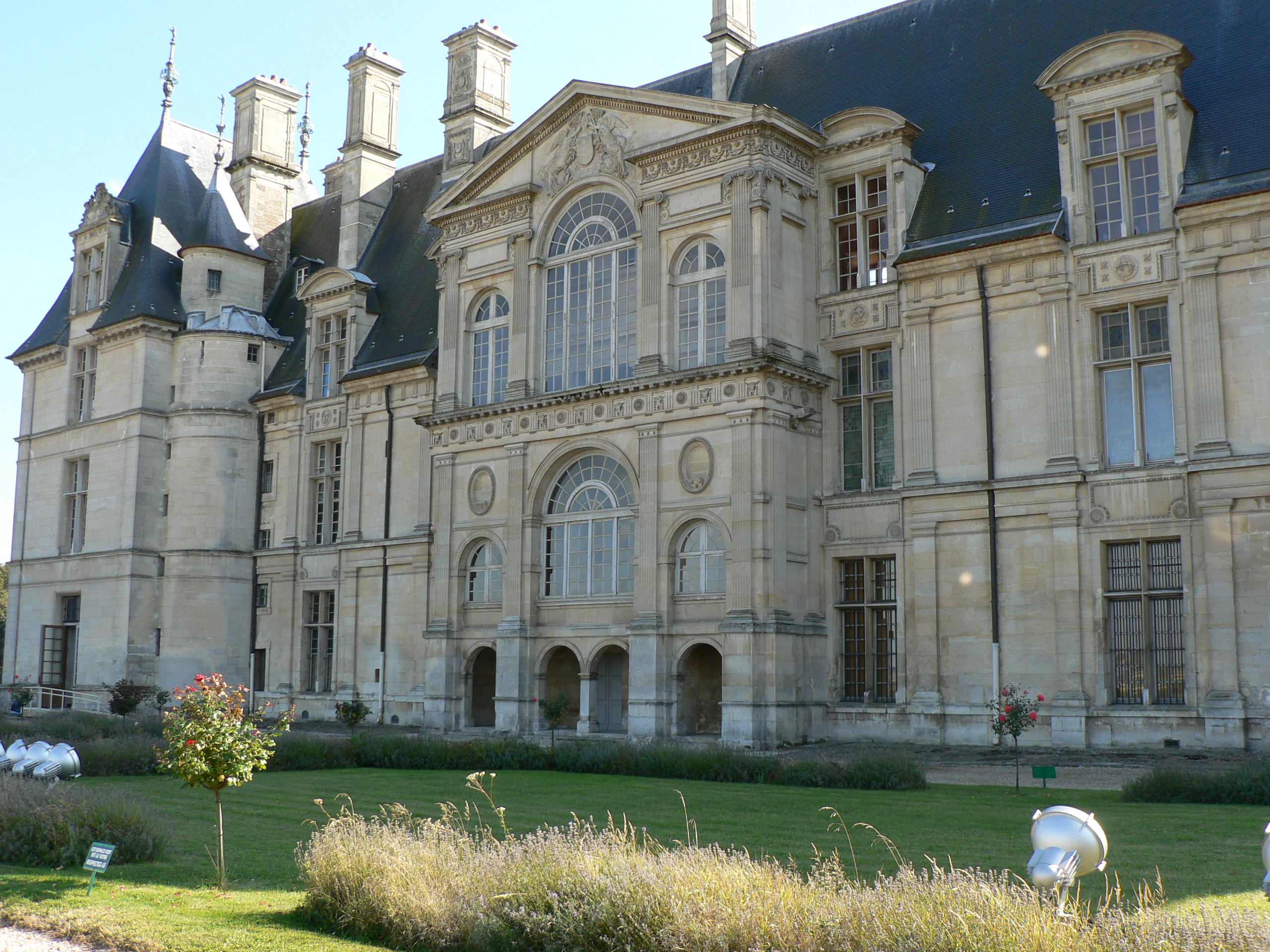
A fachada principal com vista para a Plaine de France.
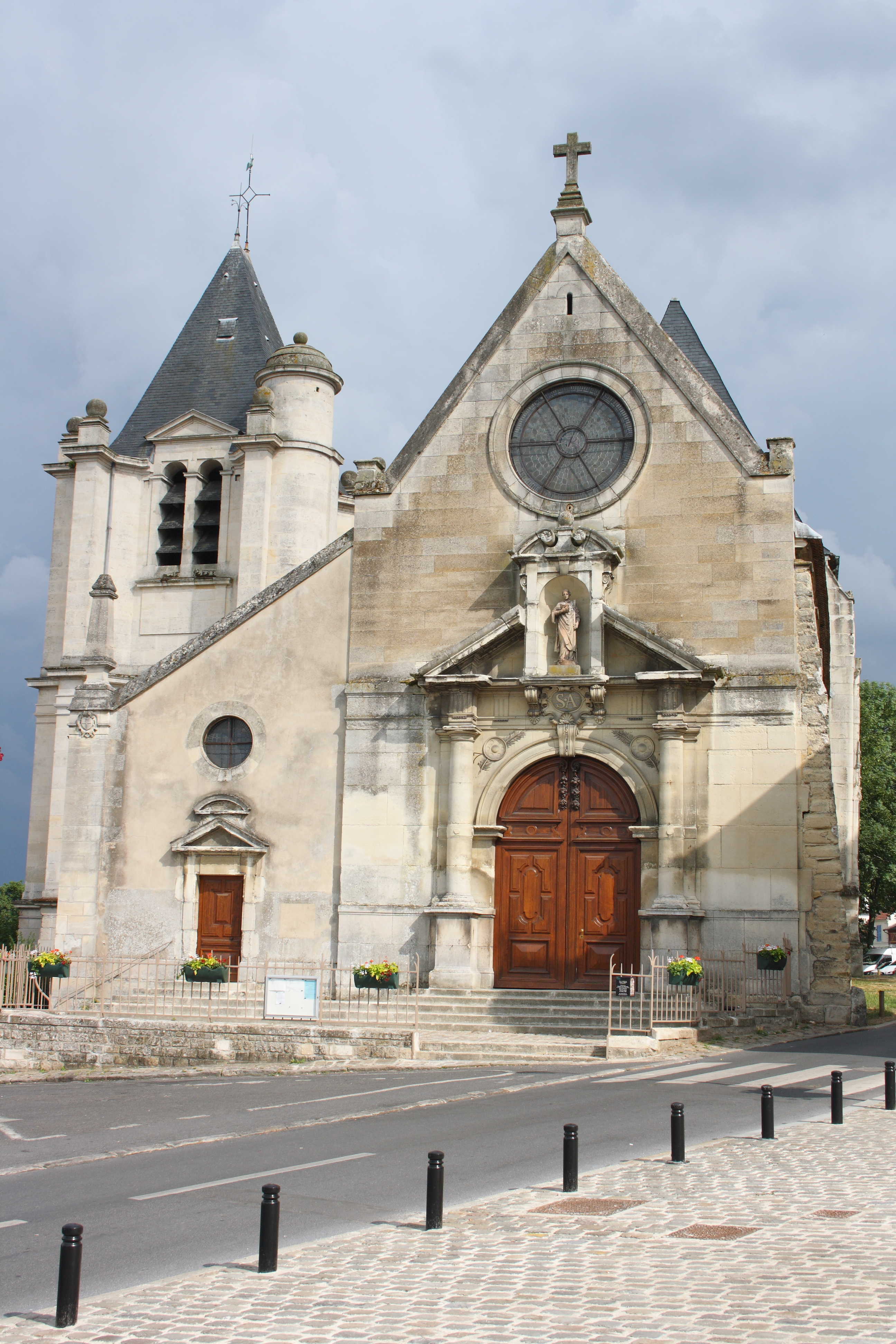
A Igreja Saint-Acceul.
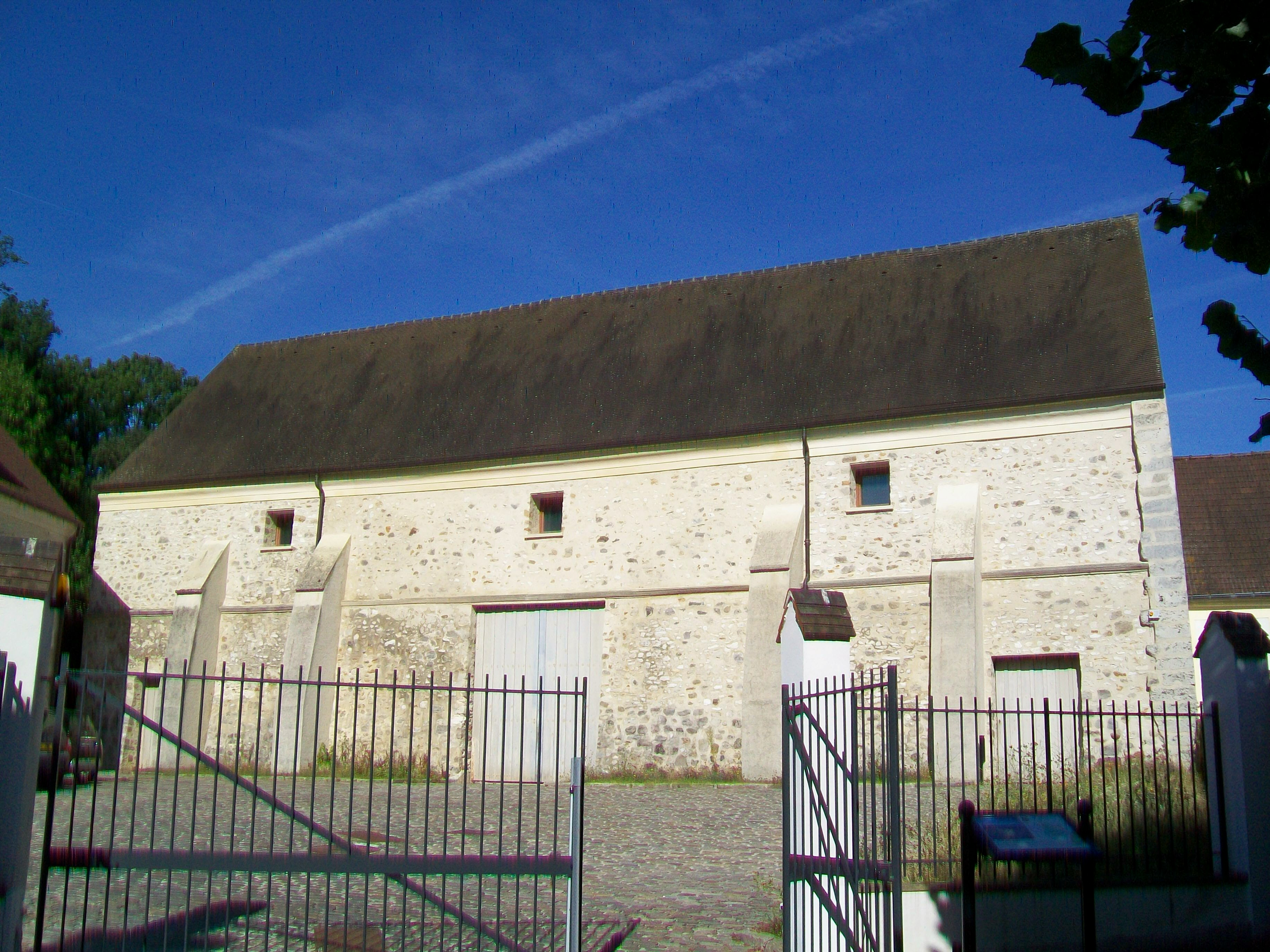
Grange dîmière.
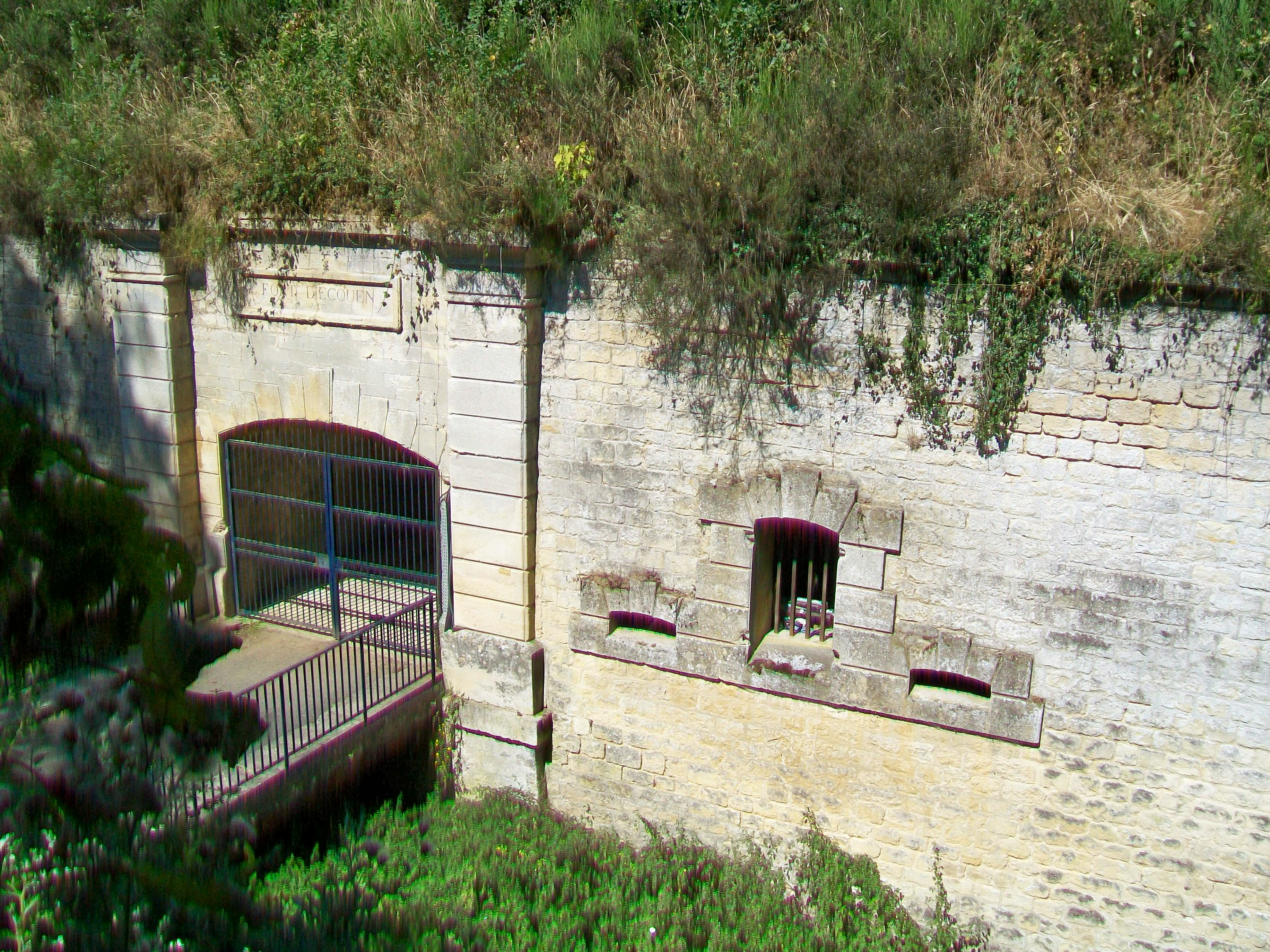
O forte de Écouen.

Écouen tem quatro monumentos históricos em seu território.
- Castelo de Écouen - Museu nacional da Renascença (classificado monumento histórico em 1862) : Este castelo foi construído por ordem de Anne de Montmorency de 1538 a 1555 sobre os planos do arquiteto Jean Bullant. É um dos símbolos da arquitetura do Renascimento. Anne de Montmorency havia decidido a sua construção no retorno das guerras da Itália ao lado de Francisco I, e é inspirado nos palácios italianos. Após a execução por conspiração de seu filho pequeno o condestável Henrique II de Montmorency em 1632, o castelo foi confiscado e entregue à sua irmã, Charlotte de Angoulême. Em seguida, ele passou para a família de Condé que o manteve até a Revolução. O abade Grégoire interveio para que o edifício não fosse desfeito e, em 1805, Napoleão criou a primeira casa de educação para as filhas dos membros da Legião de Honra. Ele foi devolvido aos Condé sob a Restauração, depois entregue à ordem da Legião de Honra sob a Monarquia de Julho. Em 1850, o "príncipe presidente" reinstalou a casa de educação fundada em 1805, reinstalado há a casa de educação fundada em 1805, que permaneceu lá até 1962. André Malraux decidiu em 1969 de instalar o Museu nacional do Renascimento, que foi inaugurado em 1977. Hoje pertence, portanto, ao Estado, mas uma parte do domínio (a floresta de Écouen que cerca o castelo) é ainda a propriedade da Legião de Honra. O Castelo de Écouen tem a particularidade de não ter mantido praticamente alguma modificação arquitetônica em todos os séculos, por isso é um testemunho exemplar do estilo Renascentista

- Igreja Saint-Acceul (classificada monumento histórico em 1840)

- Grange dîmière, no pátio do hôtel de ville (inscrito nos monumentos históricos em 1985)

- Forte de Écouen (classificado monumento histórico em 2007)

### Personalidades ligadas à comuna
- Lucie Decosse (1981-), campeã de judô
- Mary Cassatt (1844-1926), pintor
- Pierre Laurent Wantzel (1814-1848), matemático
- Théophile de Viau (1590-1626), poeta
- Anne de Montmorency (1492-1567), senhor de Montmorency, condestável da França
- Jean Goujon (1510-1562), escultor